# Monastère de l'Intercession de Kharkiv
Le monastère de l'Intercession de Kharkiv (Покровський чоловічий монастир) est un  monastère ukrainien situé dans le Raïon de Chevtchenko (Kharkiv), n° 8 boulevard de l'Université en Ukraine orientale.

## Historique
Le monastère masculin est au diocèse de Kharkiv de l'Église orthodoxe ukrainienne (patriarcat de Moscou), il est inscrit au registre national des monuments immeubles d'Ukraine. Il a été fondé en 1726 par l'évêque de Belgorod Epiphanius dans le cadre du transfert de l'école épiscopale, le Collegium de Kharkiv ; elle a été rattachée en 1729 à la cathédrale de Pokrov. L'abbé du monastère était aussi le dirigeant du collegium.
Le 8 avril 1990 un premier service a officié dans le monastère qu devait être rendu à l'Eglise. Le Musée d'histoire de Kharkiv qui occupait les bâtiments a quitté les premiers locaux, la Maison épiscopale en 1997 pour en sortir complètement en 2003.

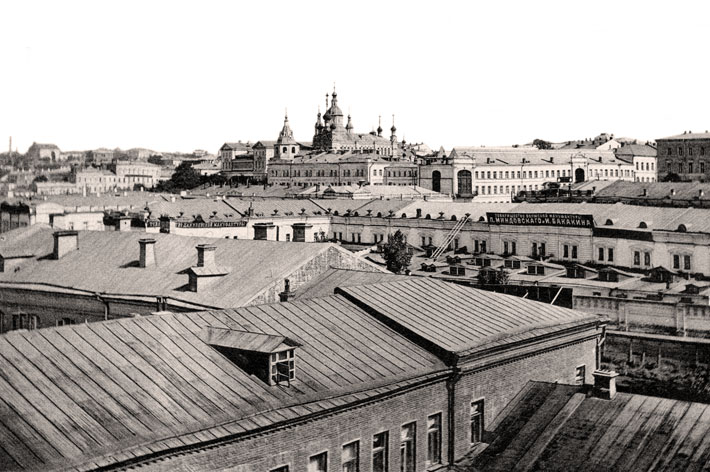
vers 1900
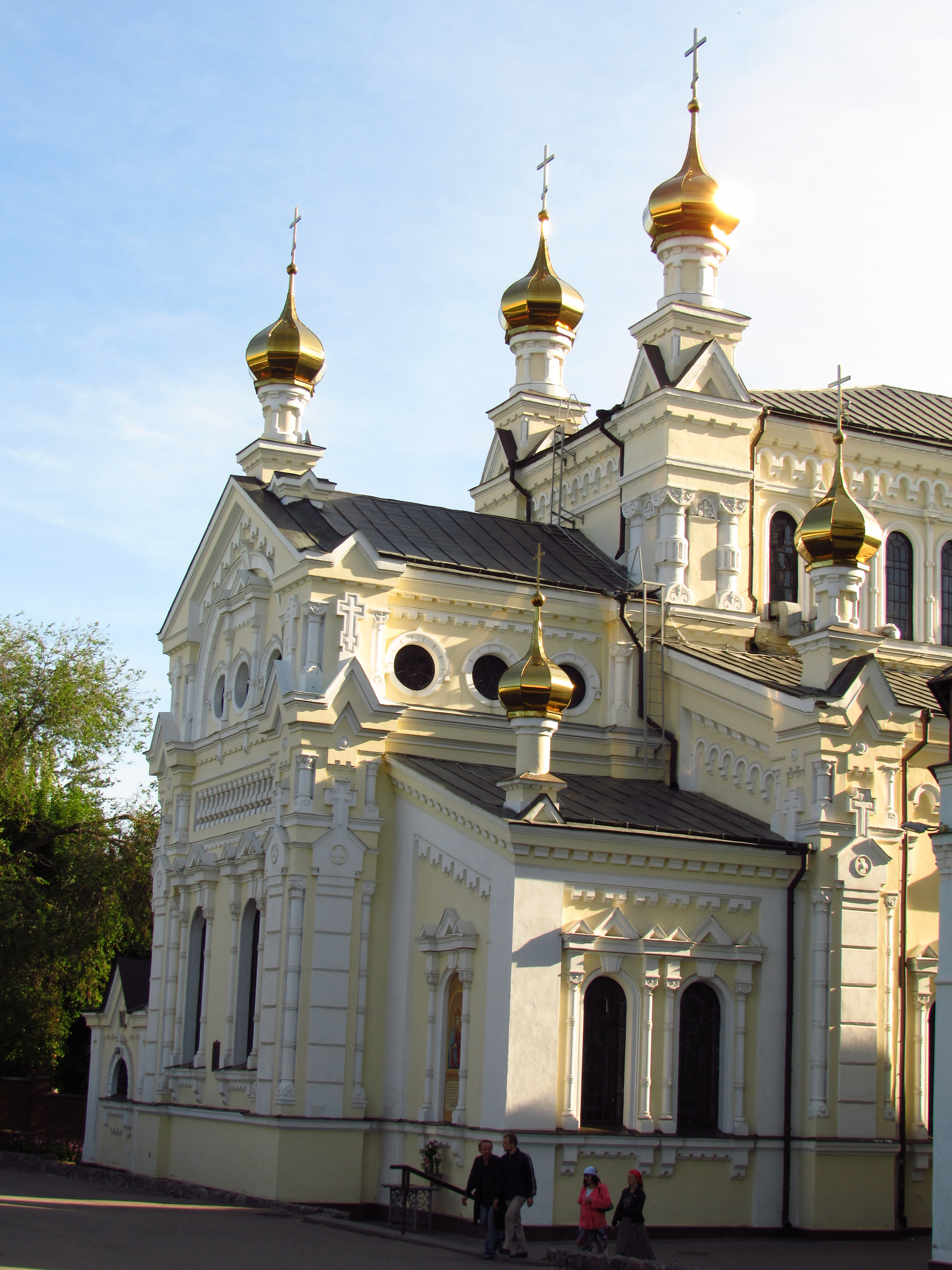
l'église Ozeriana classée
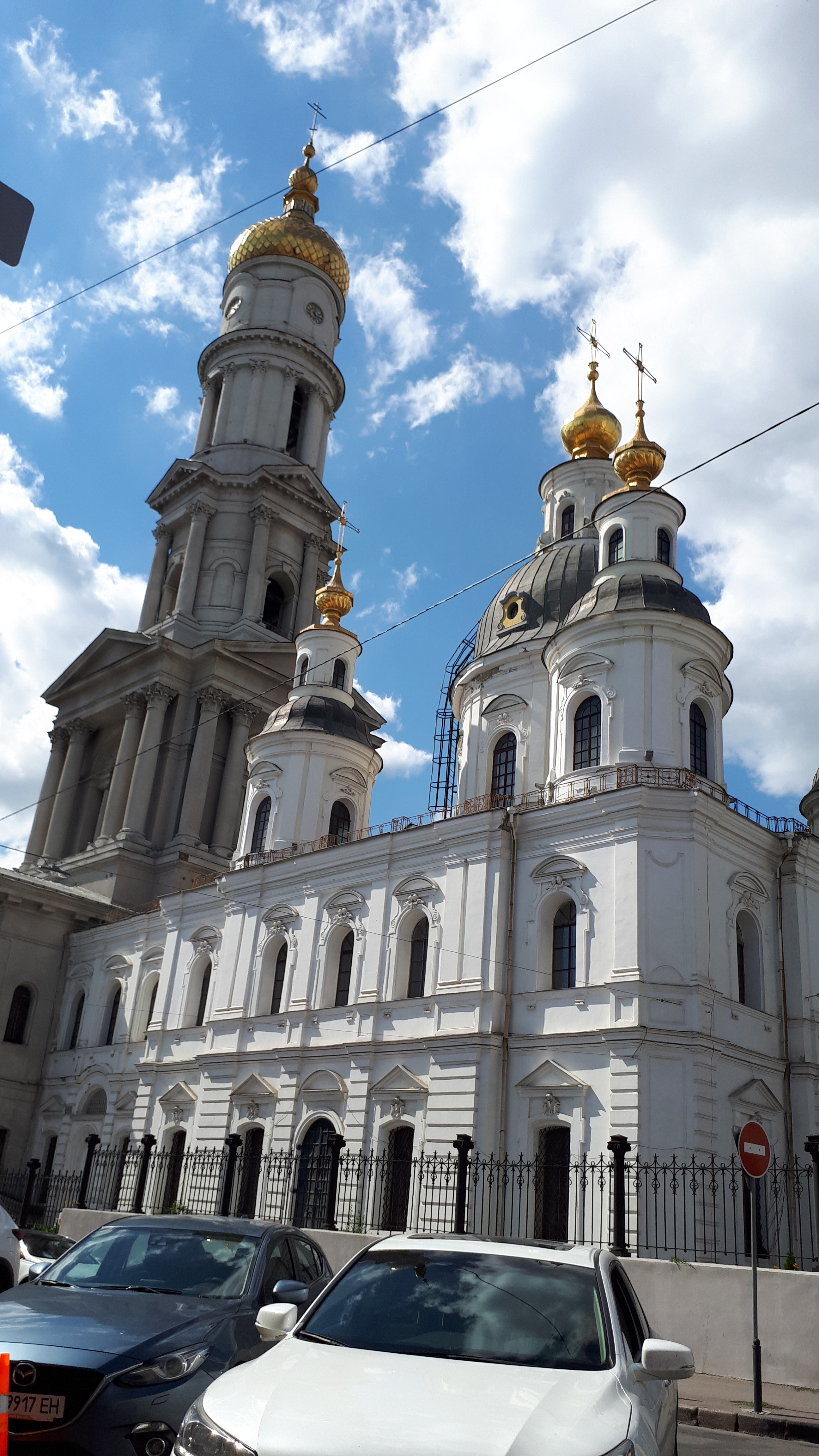
la cathédrale de l'Intercession classé
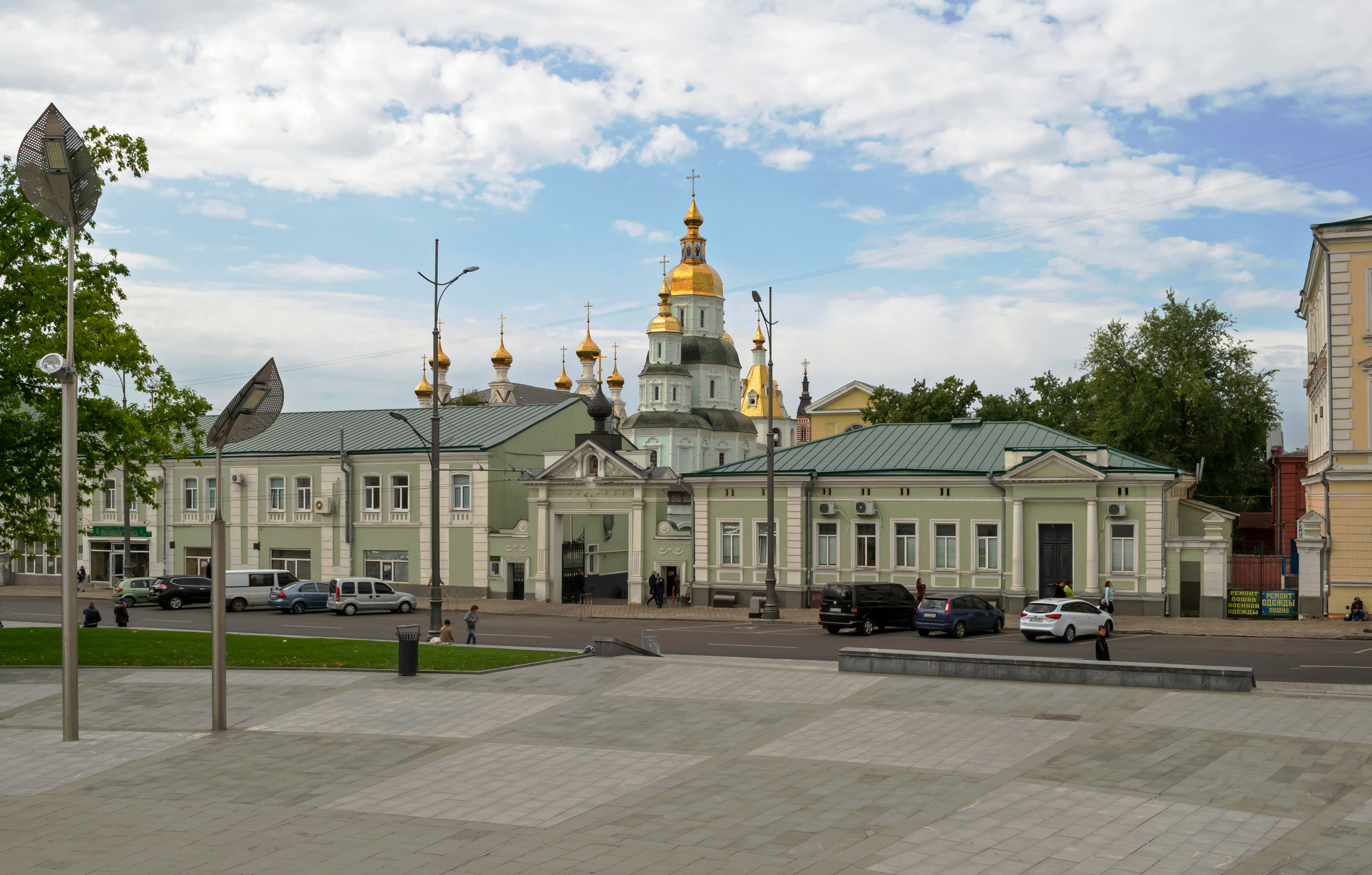
Le monastère depuis la Place de la Constitution.